# Complexo B
As vitaminas B são uma classe de vitaminas hidrossolúveis que desempenham papéis importantes no metabolismo celular. Embora essas vitaminas compartilhem nomes semelhantes, são compostos quimicamente distintos que frequentemente coexistem nos mesmos alimentos. Em geral, os suplementos alimentares que contêm todos os oito são chamados de complexo B. Os suplementos individuais de vitamina B são referidos pelo número ou nome específico de cada vitamina: {\displaystyle B_{1}} = tiamina, {\displaystyle B_{2}} = riboflavina, {\displaystyle B_{3}} = niacina, etc. Alguns são mais conhecidos pelo nome do que por número: niacina, ácido pantotênico, biotina e folato.
Cada vitamina B é um cofator (geralmente uma coenzima) para os principais processos metabólicos ou é um precursor necessário para fazer um.

## Fonte
As vitaminas B são encontradas em maior abundância na carne. A maioria também é encontrada em pequenas quantidades em alimentos à base de carboidratos não transformados. Os carboidratos processados, como açúcar e farinha branca, tendem a ter vitamina B mais baixa do que seus equivalentes não processados. Por esse motivo, é exigido por lei em muitos países (incluindo os Estados Unidos) que as vitaminas B tiamina, riboflavina, niacina e ácido fólico sejam adicionadas novamente à farinha branca após o processamento. Isso às vezes é chamado de "Farinha Enriquecida" nos rótulos dos alimentos. As vitaminas do complexo B são particularmente concentradas em carnes como peru, atum e fígado. Boas fontes de vitaminas do complexo B incluem legumes (leguminosas ou feijões), grãos integrais, batatas, bananas, pimentas chili, tempeh, levedura nutricional e de cerveja e melaço. Embora a levedura usada para a fabricação da cerveja resulte em uma fonte de vitaminas do complexo B, sua biodisponibilidade varia de ruim a negativa, pois o consumo de etanol inibe a absorção de tiamina ({\displaystyle B_{1}}), riboflavina ({\displaystyle B_{2}}), niacina ({\displaystyle B_{3}}), biotina ({\displaystyle B_{7}}), e ácido fólico ({\displaystyle B_{9}}). Além disso, cada um dos estudos anteriores enfatiza ainda que o consumo elevado de cerveja e outras bebidas alcoólicas resulta em um déficit líquido dessas vitaminas B e nos riscos à saúde associados a essas deficiências.
A vitamina {\displaystyle B_{12}} não está disponível em abundância nos produtos vegetais, tornando a deficiência de {\displaystyle B_{12}} uma preocupação legítima para os veganos. Às vezes, os fabricantes de alimentos à base de plantas relatam o conteúdo de {\displaystyle B_{12}}, causando confusão sobre quais fontes produzem {\displaystyle B_{12}}. A confusão surge porque o método padrão da United States Pharmacopeia (USP) para medir o conteúdo de {\displaystyle B_{12}} não mede o {\displaystyle B_{12}} diretamente. Em vez disso, mede uma resposta bacteriana aos alimentos. As variantes químicas da vitamina {\displaystyle B_{12}} encontradas em fontes vegetais são ativas para bactérias, mas não podem ser usadas pelo corpo humano. Este mesmo fenômeno pode causar significativa sobre-notificação de {\displaystyle B_{12}} teor em outros tipos de alimentos também.
Uma maneira popular de aumentar a ingestão de vitamina B é através do uso de suplementos alimentares. As vitaminas B são comumente adicionadas às bebidas energéticas, muitas das quais comercializadas com grandes quantidades de vitaminas B alegando que isso fará com que o consumidor "navegue durante o dia sem se sentir nervoso ou tenso". Alguns nutricionistas criticaram essas afirmações, apontando, por exemplo, que enquanto as vitaminas B "ajudam a liberar a energia dos alimentos", a maioria dos americanos adquire facilmente as quantidades necessárias em suas dietas.
Por serem solúveis em água, o excesso de vitaminas B é geralmente excretado rapidamente, embora a absorção, o uso e o metabolismo individuais possam variar. Os idosos e atletas podem precisar para complementar sua ingestão de {\displaystyle B_{12}} e outras vitaminas B devido a problemas na absorção e aumento das necessidades de produção de energia.[carece de fontes?] Nos casos de deficiência grave, as vitaminas B, especialmente {\displaystyle B_{12}}, também podem ser administradas por injeção para reverter deficiências. Ambos diabéticos tipo 1 e tipo 2 também podem ser aconselhados a suplementar tiamina com base na alta prevalência de baixa concentração plasmática de tiamina e no aumento da depuração de tiamina associada ao diabetes. Além disso, a deficiência de vitamina {\displaystyle B_{9}} (ácido fólico) no desenvolvimento inicial do embrião tem sido associada a defeitos no tubo neural. Assim, as mulheres que planejam engravidar geralmente são incentivadas a aumentar a ingestão diária de ácido fólico e/ou tomar um suplemento.

## Lista de vitaminas do complexo B
| Número                 | Nome                                                                | Descrição |
| ---------------------- | ------------------------------------------------------------------- | --- |
| {\displaystyle B_{1}}  | Tiamina                                                             | Coenzima no catabolismo de açúcares e aminoácidos. |
| {\displaystyle B_{2}}  | Riboflavina                                                         | Precursor de coenzimas chamadas DFA e MFN, necessárias para reações enzimáticas da flavoproteína, incluindo a ativação de outras vitaminas |
| {\displaystyle B_{3}}  | Niacina (ácido nicotínico), nicotinamida, ribosídeo de nicotinamida | Um precursor de coenzimas chamadas DNA e FDNA, necessárias em muitos processos metabólicos. |
| {\displaystyle B_{5}}  | Ácido pantotênico                                                   | Precursor da coenzima A e, portanto, necessário para metabolizar muitas moléculas. |
| {\displaystyle B_{6}}  | Piridoxina, piridoxal, piridoxamina                                 | Coenzima em muitas reações enzimáticas no metabolismo. |
| {\displaystyle B_{7}}  | Biotina                                                             | Coenzima para enzimas carboxilase, necessária para a síntese de ácidos graxos e na gliconeogênese. |
| {\displaystyle B_{9}}  | Folato                                                              | Um precursor necessário para fabricar, reparar e metilar o ADN; um cofator em várias reações; especialmente importante para ajudar na rápida divisão celular e no crescimento, como na infância e gravidez.                                                                         |
| {\displaystyle B_{12}} | Cobalaminas                                                         | Geralmente cianocobalamina ou metilcobalamina em suplementos vitamínicos. Coenzima envolvida no metabolismo de todas as células do corpo humano, afetando especialmente a síntese e a regulação do ADN, mas também o metabolismo dos ácidos graxos e o metabolismo dos aminoácidos. |

Nota: Outras substâncias que antes se pensavam serem vitaminas receberam números no esquema de numeração da vitamina B, mas foram posteriormente descobertas como não essenciais para a vida ou fabricadas pelo organismo, não atendendo aos dois qualificadores essenciais para uma vitamina. Para os números 4, 8, 10, 11 e outros, consultar a seção "Compostos relacionados".

## Funções moleculares
| Vitamina               | Nome                                | Estrutura | Função molecular |
| ---------------------- | ----------------------------------- | --------- | --- |
| {\displaystyle B_{1}}  | Tiamina                             |           | A tiamina desempenha um papel central na liberação de energia dos carboidratos. Está envolvido na produção de ARN e ADN, bem como na função nervosa. Sua forma ativa é uma coenzima chamada pirofosfato de tiamina (TPP), que participa da conversão do piruvato em acetilcoenzima A no metabolismo. |
| {\displaystyle B_{2}}  | Riboflavina                         |           | A riboflavina está envolvida na liberação de energia na cadeia de transporte de elétrons, no ciclo do ácido cítrico e no catabolismo dos ácidos graxos (betaoxidação). |
| {\displaystyle B_{3}}  | Niacina                             |           | A niacina é composta por duas estruturas: ácido nicotínico e nicotinamida. Existem duas formas coenzimáticas de niacina: dinucleótido de nicotinamida e adenina (DNA) e fosfato de dinucleótido de nicotinamida e adenina (FDNA). Ambos desempenham um papel importante nas reações de transferência de energia no metabolismo da glicose, gordura e álcool. O DNA transporta hidrogênios e seus elétrons durante as reações metabólicas, incluindo o caminho do ciclo do ácido cítrico para a cadeia de transporte de elétrons. O FDNA é uma coenzima na síntese de lipídios e ácidos nucleicos. |
| {\displaystyle B_{5}}  | Ácido pantotênico                   |           | O ácido pantotênico está envolvido na oxidação de ácidos graxos e carboidratos. A coenzima A, que pode ser sintetizada a partir do ácido pantotênico, está envolvida na síntese de aminoácidos, ácidos graxos, corpos cetônicos, colesterol, fosfolipídios, hormônios esteroides, neurotransmissores (como acetilcolina) e anticorpos. |
| {\displaystyle B_{6}}  | Piridoxina, piridoxal, piridoxamina |           | A forma ativa piridoxal fosfato (PLP) (representada) serve como cofator em muitas reações enzimáticas, principalmente no metabolismo de aminoácidos, incluindo a biossíntese de neurotransmissores. |
| {\displaystyle B_{7}}  | Biotina                             |           | A biotina desempenha um papel fundamental no metabolismo de lipídios, proteínas e carboidratos. É uma coenzima crítica de quatro carboxilases: acetil CoA carboxilase, que está envolvida na síntese de ácidos graxos a partir do acetato; piruvato CoA carboxilase, envolvida na gliconeogênese; β-metilcrotonil CoA carboxilase, envolvida no metabolismo da leucina; e propionil CoA carboxilase, que está envolvida no metabolismo de energia, aminoácidos e colesterol. |
| {\displaystyle B_{9}}  | Folato                              |           | O folato atua como uma coenzima na forma de tetra-hidrofolato (THF), que está envolvido na transferência de unidades de carbono único no metabolismo de ácidos nucleicos e aminoácidos. O THF está envolvido na síntese de nucleotídeos de purina e pirimidina, por isso é necessário para a divisão celular normal, especialmente durante a gravidez e a infância, que são tempos de crescimento rápido. O folato também ajuda na eritropoiese, a produção de glóbulos vermelhos. |
| {\displaystyle B_{12}} | Cobalamina                          |           | A vitamina {\displaystyle B_{12}} está envolvida no metabolismo celular de carboidratos, proteínas e lipídios. É essencial na produção de células sanguíneas na medula óssea e nas bainhas e proteínas nervosas. A vitamina {\displaystyle B_{12}} funciona como uma coenzima no metabolismo intermediário para a reação da metionina sintase com metilcobalamina e a reação da metilmalonil CoA mutase com adenosilcobalamina. |

## Deficiências
Várias doenças nomeadas por deficiência de vitamina podem resultar da falta de vitaminas B suficientes. A deficiência de outras vitaminas do complexo B resulta em sintomas que não fazem parte de uma doença de deficiência denominada.
| Vitamina               | Nome                                | Efeitos de deficiência |
| ---------------------- | ----------------------------------- | --- |
| {\displaystyle B_{1}}  | Tiamina                             | A deficiência causa beribéri. Os sintomas desta doença do sistema nervoso incluem perda de peso, distúrbios emocionais, encefalopatia de Wernicke (percepção sensorial prejudicada), fraqueza e dor nos membros, períodos de batimentos cardíacos irregulares e edema (inchaço dos tecidos corporais). Insuficiência cardíaca e morte podem ocorrer em casos avançados. A deficiência crônica de tiamina também pode causar a síndrome alcoólica de Korsakoff, uma demência irreversível caracterizada por amnésia e confabulação compensatória. |
| {\displaystyle B_{2}}  | Riboflavina                         | A deficiência de riboflavina pode causar arriboflavinose, que pode resultar em queilose (rachaduras nos lábios), alta sensibilidade à luz solar, quelite angular, glossite (inflamação da língua), dermatite seborreica ou pseudo-sífilis (afetando particularmente o escroto ou os lábios genitais e a boca), faringite (dor de garganta), hiperemia e edema da mucosa faríngea e oral. |
| {\displaystyle B_{3}}  | Niacina                             | A deficiência, juntamente com a deficiência de triptofano, causa pelagra. Os sintomas incluem agressão, dermatite, insônia, fraqueza, confusão mental e diarreia. Em casos avançados, a pelagra pode levar à demência e morte (os 3(+1) D's: dermatite, diarreia, demência e morte). |
| {\displaystyle B_{5}}  | Ácido pantotênico                   | A deficiência pode resultar em acne e parestesia, embora seja incomum. |
| {\displaystyle B_{6}}  | Piridoxina, piridoxal, piridoxamina | A deficiência de vitamina {\displaystyle B_{6}} causa erupções do tipo dermatite seborreica, olhos rosados e sintomas neurológicos (por exemplo, epilepsia). |
| {\displaystyle B_{7}}  | Biotina                             | A deficiência normalmente não causa sintomas em adultos, além de problemas estéticos, como diminuição do crescimento de cabelos e unhas, mas pode levar a um crescimento prejudicado e a distúrbios neurológicos em bebês. A deficiência múltipla de carboxilase, um erro inato do metabolismo, pode levar à deficiência de biotina, mesmo quando a ingestão alimentar de biotina é normal. |
| {\displaystyle B_{9}}  | Ácido fólico                        | A deficiência resulta em anemia macrocítica e níveis elevados de homocisteína. A deficiência em mulheres grávidas pode levar a defeitos congênitos. |
| {\displaystyle B_{12}} | Cobalaminas                         | A deficiência resulta em anemia macrocítica, ácido metilmalônico e homocisteína elevados, neuropatia periférica, perda de memória e outros déficits cognitivos. É mais provável que ocorra entre pessoas idosas, pois a absorção pelo intestino diminui com a idade; a doença auto-imune anemia perniciosa é outra causa comum. Também pode causar sintomas de mania e psicose. Em casos extremos raros, pode ocorrer paralisia. |

## Efeitos colaterais
Como as vitaminas B solúveis em água são eliminadas na urina, tomar grandes doses de certas vitaminas B geralmente produz apenas efeitos colaterais transitórios (a única exceção é a piridoxina). Efeitos colaterais gerais podem incluir inquietação, náusea e insônia. Esses efeitos colaterais são quase sempre causados por suplementos alimentares e não por alimentos.
| Vitamina               | Nível de admissão superior tolerável (UL) | Efeitos nocivos |
| ---------------------- | ----------------------------------------- | --- |
| {\displaystyle B_{1}}  | Nenhum                                    | Nenhuma toxicidade conhecida da ingestão oral. Existem alguns relatos de anafilaxia causada por altas doses de injeções de tiamina na veia ou no músculo. No entanto, as doses foram maiores do que a quantidade que os humanos podem absorver fisicamente da ingestão oral. |
| {\displaystyle B_{2}}  | Nenhum                                    | Não há evidência de toxicidade com base em estudos humanos e animais limitados. A única evidência de efeitos adversos associados à riboflavina vem de estudos in vitro que mostram a produção de espécies reativas de oxigênio (radicais livres) quando a riboflavina foi exposta a intensa luz visível e UV. |
| {\displaystyle B_{3}}  | EUA = 35 mg como suplemento dietético     | Ingestão de 3000 mg/dia de nicotinamida e 1500 mg/dia de ácido nicotínico estão associados a náusea, vômito e sinais e sintomas de toxicidade hepática. Outros efeitos podem incluir intolerância à glicose e efeitos oculares (reversíveis). Além disso, a forma do ácido nicotínico pode causar efeitos vasodilatadores, também conhecidos como rubor, incluindo vermelhidão da pele, frequentemente acompanhada de prurido, formigamento ou sensação de queimação leve, que também é frequentemente acompanhada de prurido, dores de cabeça e aumento do fluxo sanguíneo intracraniano e, ocasionalmente, acompanhada de dor. Médicos prescrevem doses recomendadas até 2000 mg por dia de niacina nos formatos de liberação imediata ou lenta, para reduzir os triglicerídeos plasmáticos e o colesterol de lipiproteína de baixa densidade. |
| {\displaystyle B_{5}}  | Nenhum                                    | Nenhuma toxicidade conhecida. |
| {\displaystyle B_{6}}  | EUA = 100 mg/dia; EU = 25 mg/dia          | Consultar "Toxicidade" da vitamina {\displaystyle B_{6}} para obter mais informações. |
| {\displaystyle B_{7}}  | Nenhum                                    | Nenhuma toxicidade conhecida. |
| {\displaystyle B_{9}}  | 1 mg/dia                                  | Deficiência de máscaras {\displaystyle B_{12}}, que pode levar a danos neurológicos permanentes. |
| {\displaystyle B_{12}} | Nenhum estabelecido                       | Lesões na pele e coluna vertebral. Erupção cutânea semelhante à acne [a causalidade não é estabelecida conclusivamente]. |

## Descobertas
| Vitamina               | Nome              | Descobridor | Ano | Notas |
| ---------------------- | ----------------- | --- | --- | --- |
| {\displaystyle B_{1}}  | Tiamina           | Umetaro Suzuki | 1910 | Falha ao obter publicidade. |
| {\displaystyle B_{1}}  | Tiamina           | Casimir Funk | 1912 | |
| {\displaystyle B_{2}}  | Riboflavina       | D. T. Smith e E. G. Hendrick | 1926 | Max Tishler inventou métodos para sintetizá-lo. |
| {\displaystyle B_{3}}  | Niacina           | Conrad Elvehjem | 1937 | |
| {\displaystyle B_{5}}  | Ácido pantotênico | Roger J. Williams | 1933 | |
| {\displaystyle B_{6}}  | Piridoxina etc    | Paul Gyorgy | 1934 | |
| {\displaystyle B_{7}}  | Biotina           | Pesquisa por vários grupos independentes no início dos anos 1900; os créditos para a descoberta incluem Margaret Averil Boas (1927), Paul Gyorgy (1939, como Vitamina H), e Dean Burk.                             | Pesquisa por vários grupos independentes no início dos anos 1900; os créditos para a descoberta incluem Margaret Averil Boas (1927), Paul Gyorgy (1939, como Vitamina H), e Dean Burk.                             | Pesquisa por vários grupos independentes no início dos anos 1900; os créditos para a descoberta incluem Margaret Averil Boas (1927), Paul Gyorgy (1939, como Vitamina H), e Dean Burk.                             |
| {\displaystyle B_{9}}  | Ácido fólico      | Lucy Wills | 1933 | |
| {\displaystyle B_{12}} | Cobalaminas       | Cinco pessoas receberam prêmios Nobel por estudos diretos e indiretos da vitamina {\displaystyle B_{12}}: George Whipple, George Minot e William Murphy (1934), Alexander R. Todd (1957) e Dorothy Hodgkin (1964). | Cinco pessoas receberam prêmios Nobel por estudos diretos e indiretos da vitamina {\displaystyle B_{12}}: George Whipple, George Minot e William Murphy (1934), Alexander R. Todd (1957) e Dorothy Hodgkin (1964). | Cinco pessoas receberam prêmios Nobel por estudos diretos e indiretos da vitamina {\displaystyle B_{12}}: George Whipple, George Minot e William Murphy (1934), Alexander R. Todd (1957) e Dorothy Hodgkin (1964). |

## Compostos relacionados
Muitas das seguintes substâncias foram referidas como vitaminas, uma vez que se acreditava serem vitaminas. Eles não são considerados como tal, e os números que lhes foram atribuídos agora formar as "lacunas" no verdadeiro série de vitaminas do complexo B, descritos acima (por exemplo, não há nenhuma vitamina {\displaystyle B_{4}}). Alguns deles, embora não sejam essenciais para os seres humanos, são essenciais nas dietas de outros organismos; outros não têm valor nutricional conhecido e podem até ser tóxicos sob certas condições.
- Vitamina {\displaystyle B_{4}}: pode se referir aos produtos químicos distintos colina, adenina ou carnitina.[38][39] A colina é sintetizada pelo corpo humano, mas não o suficiente para manter uma boa saúde, e agora é considerada um nutriente essencial da dieta.[40] A adenina é uma nucleobase sintetizada pelo corpo humano.[41] A carnitina é um nutriente essencial para certos vermes, mas não para os seres humanos.[42]
- Vitamina {\displaystyle B_{8}}: adenosina monofosfato (AMP), também conhecido como ácido adenílico.[43] A vitamina {\displaystyle B_{8}} também pode se referir ao inositol.[44]
- Vitamina {\displaystyle B_{10}}: ácido para-aminobenzoico (pABA ou PABA), um componente químico da molécula de folato produzido por plantas e bactérias e encontrado em muitos alimentos.[45][46] É mais conhecido como filtro solar bloqueador de UV aplicado à pele e, às vezes, é tomado por via oral para certas condições médicas.[45][47]
- Vitamina {\displaystyle B_{11}}: ácido pteril-hepta-glutâmico (PHGA; fator de crescimento do pintinho). O conjugado de vitamina Bc também foi identificado como PHGA.[carece de fontes?]
- Vitamina {\displaystyle B_{13}}: ácido orótico.[48]
- Vitamina {\displaystyle B_{14}}: proliferante celular, anti-anemia, fator de crescimento de ratos e fosfato antitumoral de pterina, nomeado por Earl R. Norris. Isolado da urina humana a 0,33 ppm (mais tarde no sangue), mas mais tarde abandonado por ele, pois mais evidências não confirmam isso. Ele também afirmou que isso não era xantopterina.
- Vitamina {\displaystyle B_{15}}: ácido pangâmico,[48] também conhecido como pangamato. Promovido de várias formas como suplemento dietético e medicamento; considerado inseguro e sujeito a apreensão pela Food and Drug Administration.[49]
- Vitamina {\displaystyle B_{16}}: dimetilglicina (DMG)[50] é sintetizada pelo corpo humano a partir da colina.
- Vitamina {\displaystyle B_{17}}: nome pseudocientífico para o composto venenoso amigdalina, também conhecido como nome igualmente pseudocientífico "nitrilosídeos", apesar de ser um único composto. A amígdalina pode ser encontrada em várias plantas, mas é mais comumente extraída de caroços de damasco e outros grãos de frutas semelhantes. A amígdalina é hidrolisada por várias enzimas intestinais para formar, entre outras coisas, cianeto de hidrogênio, que é tóxico para os seres humanos quando exposto a uma dose suficientemente alta. Alguns defensores afirmam que a amigdalina é eficaz no tratamento e prevenção do câncer, apesar de sua toxicidade e de uma grave falta de evidências científicas.[51]
- Vitamina {\displaystyle B_{20}}: L-carnitina.[50]
- Vitamina {\displaystyle B_{f}}: carnitina.[43]
- Vitamina {\displaystyle B_{m}}: mio-inositol, também chamado de "fator antialopaecia de camundongo".[52]
- Vitamina {\displaystyle B_{p}}: "fator antiperose", que evita a perose, um distúrbio da perna, em pintos; pode ser substituído por sais de colina e manganês.[42][43][53]
- Vitamina {\displaystyle B_{T}}: carnitina.[54][42]
- Vitamina {\displaystyle B_{v}}: um tipo de {\displaystyle B_{6}} diferente da piridoxina.
- Vitamina {\displaystyle B_{W}}: um tipo de biotina que não a d-biotina.
- Vitamina {\displaystyle B_{x}}: um nome alternativo para o pABA (consulte a vitamina {\displaystyle B_{10}}) e o ácido pantotênico.[42][47]